# Concilio de Troyes
El concilio de Troyes fue un concilio de la Iglesia católica, que se convocó en la ciudad francesa  de Troyes el 13 de enero de 1129, con el principal objeto de reconocer oficialmente  a la Orden del Temple.
En el otoño de 1127, Hugo de Payens (1070-1136) buscaba el reconocimiento da la orden que había fundado, que atravesaba una crisis de crecimiento, deseando favorecer su extensión en el Occidente cristiano. Partió para Roma con cinco compañeros (entre ellos Godofredo de Saint-Omer) a fin de solicitar del papa Honorio II el reconocimiento oficial. El Papa acepta convocar un concilio en Troyes para debatir el asunto.
En el concilio estuvieron presentes: el  cardenal Mateo de Albano (representante del Papa); los arzobispos de Reims y de Sens; otros diez obispos; ocho abades cistercienses de las abadías de  Vézelay, Cîteaux, Clairvaux (en concreto, san Bernardo de Claraval), Pontigny, Troisfontaines y Molesmes; y algunos personajes laicos entre los que dstacan Teobaldo  II de Champaña, André de Baudemont, el senescal de Champaña, el conde de Nevers y unos cuantos clérigos cistercienses, que impulsaron las ideas reformistas y sin su presencia, que fue altamente positiva, igual no se hubiera podido aprobar su Regla de vida.
Hugo de Payens relató en este concilio los humildes comienzos de su obra, que en ese momento sólo contaba con nueve caballeros, y puso de manifiesto la urgente necesidad de crear una milicia capaz de proteger a los cruzados y, sobre todo, a los peregrinos a Tierra Santa, y solicitó que el concilio deliberara sobre la constitución que habría que dar a dicha Orden. Se encargó a san Bernardo, abad de Claraval, y a un clérigo llamado Jean Michel la redacción de una regla durante la sesión, que fue leída y aprobada por los miembros del concilio. La regla del Temple es, pues, una regla cisterciense, que contiene grandes analogías con la regla de Cîteaux; no podía ser de otra forma, ya que su inspirador había sido san Bernardo.
La Orden del Temple fue creada y dotada de la regla del «monje soldado»: sencillez, pobreza, castidad y oración. La Orden tuvo varios nombres: la «Milicia de los Pobres Caballeros de Cristo», los «Caballeros de la Ciudad Santa», los «Caballeros del Templo de Salomón de Jerusalén», la «Santa Milicia jerosolimitana del Templo de Salomón». Con el tiempo el nombre más común fue el de «Templarios». La prenda oficial fue el manto blanco al que, alrededor de 1147, el papa Eugenio III agregó una cruz de Malta.